# Neonaphorura duboscqi
Neonaphorura duboscqi är en urinsektsart som först beskrevs av Denis 1932.  Neonaphorura duboscqi ingår i släktet Neonaphorura, och familjen blekhoppstjärtar. Arten är reproducerande i Sverige.